# Saint-André-en-Bresse
Saint-André-en-Bresse ist eine französische Gemeinde im Département Saône-et-Loire in der Region Bourgogne-Franche-Comté. Sie gehört zum Arrondissement Louhans und zum Kanton Louhans. Die Gemeinde hat 129 Einwohner (Stand 1. Januar 2022).

## Geografie

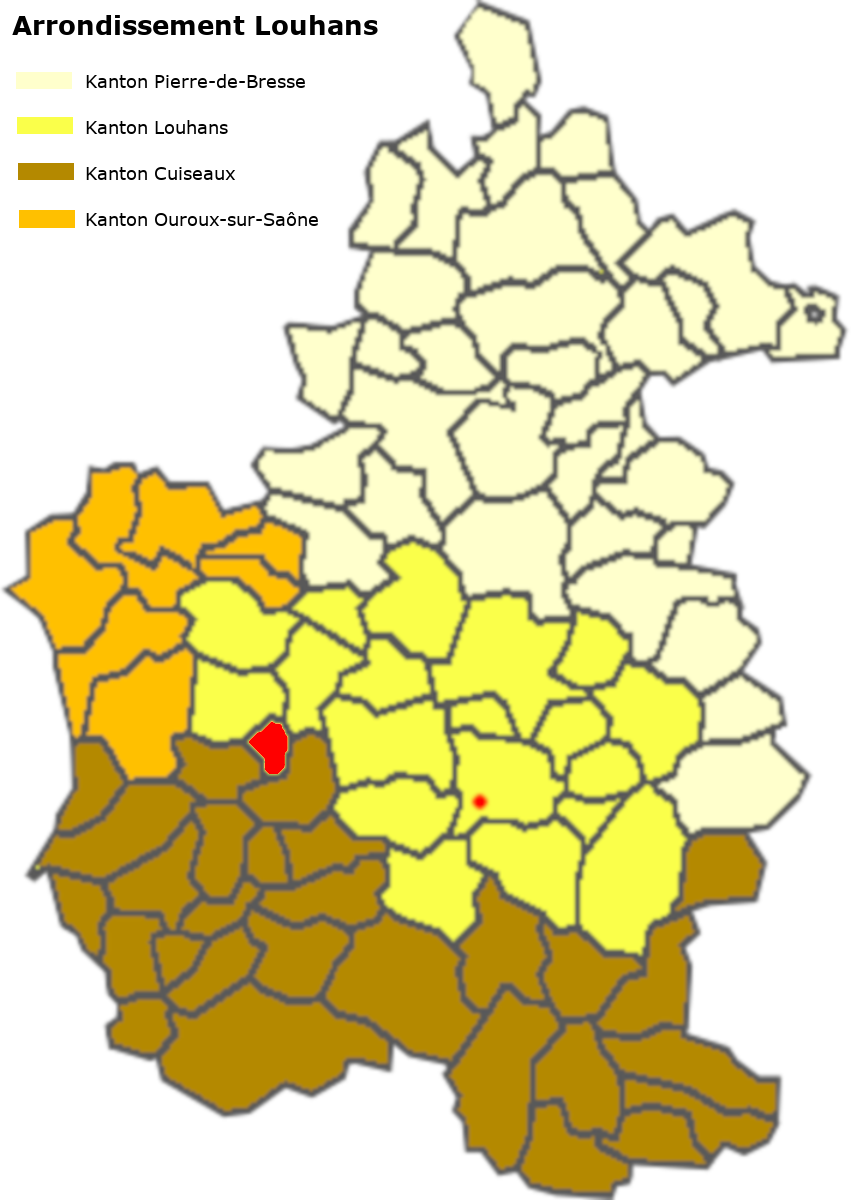
Lage der Gemeinde im Arrondissement Louhans

Saint-André-en-Bresse liegt in der Landschaft Bresse, rund 11 Kilometer westnordwestlich von Louhans. Die Nord-, Ost- und Südgrenze der Gemeinde werden durch das Flüsschen La Serrée und ihre Zuflüsse gebildet. Im nördlichen Gemeindegebiet finden sich knapp zehn Étangs. Das südliche und westliche Gemeindegebiet sind recht stark bewaldet, gesamthaft rund 55 % der Gemeindefläche. Durch die Gemeinde führen keinerlei wichtigen Straßenverbindungen. Zur Gemeinde gehören die folgenden Weiler und Fluren: Brigot, les Buissons, les Cours, les Fouillis, Montangelin, la Renardière, Thien, les Vernes.

### Klima
Das Klima in Saint-André-en-Bresse ist warm und gemäßigt. Es gibt das ganze Jahr über deutliche Niederschläge, selbst der trockenste Monat weist noch hohe Niederschlagsmengen auf. Die Klassifikation des Klimas nach Köppen und Geiger ist Cfb ((Gemäßigtes) Ozeanklima). Die Temperatur liegt im Jahresdurchschnitt bei 12,0 °C. Der wärmste Monat ist der Juli mit einer Durchschnittstemperatur von 21,2 °C, der kälteste der Januar mit 3,3 °C. Über ein Jahr verteilt summieren sich die Niederschläge auf 1055 mm, dabei ist der November mit 113 mm der niederschlagsreichste, während März als trockenster Monat 73 mm aufweist. Über das ganze Jahr werden etwa 2700 Sonnenstunden gezählt.
|                        | Jan | Feb | Mär  | Apr  | Mai  | Jun  | Jul  | Aug  | Sep  | Okt  | Nov  | Dez |   |      |
| Mittl. Temperatur (°C) | 3,3 | 4,0 | 7,6  | 11,2 | 15,1 | 19,2 | 21,2 | 20,8 | 17,0 | 12,9 | 7,4  | 4,1 | ⌀ | 12   |
| Mittl. Tagesmax. (°C)  | 6,2 | 7,7 | 12,0 | 15,8 | 19,4 | 23,9 | 25,9 | 25,6 | 21,5 | 17,0 | 10,5 | 6,9 | ⌀ | 16,1 |
| Mittl. Tagesmin. (°C)  | 0,7 | 0,7 | 3,3  | 6,4  | 10,3 | 14,2 | 16,2 | 15,9 | 12,8 | 9,3  | 4,5  | 1,6 | ⌀ | 8    |
|                        |     |     |      |      |      |      |      |      |      |      |      |     |   |      |
| Niederschlag (mm)      | 89  | 75  | 73   | 88   | 96   | 78   | 75   | 79   | 88   | 103  | 113  | 98  | Σ | 1055 |

| 0,7 |

| 0,7 |

| 3,3 |

| 6,4 |

| 10,3 |

| 14,2 |

| 16,2 |

| 15,9 |

| 12,8 |

| 9,3 |

| 4,5 |

| 1,6 |

| 0,7 |

| 0,7 |

| 3,3 |

| 6,4 |

| 10,3 |

| 14,2 |

| 16,2 |

| 15,9 |

| 12,8 |

| 9,3 |

| 4,5 |

| 1,6 |

## Toponymie
Saint-André-en-Bresse war im 12. Jahrhundert eine Filialkirche der Benediktinerabtei Tournus und wird 1119 erstmals erwähnt. Schon 1362 taucht Ecclesia Sancti-Andree in Brissia auf, wodurch sich der heutige Name der Gemeinde ergeben hat.
Als Folge der Revolution und der damit verbundenen Säkularisierung wurde die Gemeinde umbenannt und trug während einiger Zeit den Namen Franc-Cœur , also Freies Herz.

## Geschichte
Die heutige Kirche stammt vermutlich aus 1731 und wurde 1836 renoviert. Allerdings wird bereits 1119 eine Kirche erwähnt, als Filialkirche der Benediktinerabtei Tournus, ihr weiteres Schicksal ist nicht bekannt. Jeweils im September findet eine Wallfahrt in ein nahe gelegenes Oratorium statt, in dem eine steinerne Jungfrau mit Kind aus dem 18. Jahrhundert steht.
1852 wurde eine gemischte Schule erbaut, das heutige Schulhaus stammt aus 1878. In Brigot bestand eine Mühle, die den Betrieb 1960 eingestellt hat. 1988 bestanden noch 10 Landwirtschaftsbetriebe.

### Die Herren von Saint-André
Das Lehen von Saint-André-en-Bresse gehörte ursprünglich den de Brancion, später ging es an die de Ténarre de Montmain und weiter an die de Clugny. Schließlich gehörte es dem Marquis de Bourbonne und hatte damit denselben Herrn wie die Baronie von Loisy.
Daneben bestanden aber noch zwei Gebiete, die bis zur Revolution zum Marquisat von Branges gehörten: Der Weiler Thien (im Nordwesten des Bourg), der schon 1270 erwähnt wird, und Montangelin (im Süden des Bourg mit dem Waldgebiet Bois de Montangelin).

## Bevölkerung
| Saint-André-en-Bresse: Einwohnerzahlen von 1793 bis 2020 | Saint-André-en-Bresse: Einwohnerzahlen von 1793 bis 2020 | Saint-André-en-Bresse: Einwohnerzahlen von 1793 bis 2020 | Saint-André-en-Bresse: Einwohnerzahlen von 1793 bis 2020 | Saint-André-en-Bresse: Einwohnerzahlen von 1793 bis 2020 |
| --- | -------------------------------------------------------- | -------------------------------------------------------- | -------------------------------------------------------- | -------------------------------------------------------- |
| Jahr |                                                          |                                                          |                                                          | Einwohner                                                |
| 1793 | 1793                                                     |                                                          | 157                                                      | 157                                                      |
| 1800 | 1800                                                     |                                                          | 152                                                      | 152                                                      |
| 1806 | 1806                                                     |                                                          | 150                                                      | 150                                                      |
| 1821 | 1821                                                     |                                                          | 188                                                      | 188                                                      |
| 1831 | 1831                                                     |                                                          | 205                                                      | 205                                                      |
| 1836 | 1836                                                     |                                                          | 184                                                      | 184                                                      |
| 1841 | 1841                                                     |                                                          | 200                                                      | 200                                                      |
| 1846 | 1846                                                     |                                                          | 213                                                      | 213                                                      |
| 1851 | 1851                                                     |                                                          | 225                                                      | 225                                                      |
| 1856 | 1856                                                     |                                                          | 213                                                      | 213                                                      |
| 1861 | 1861                                                     |                                                          | 191                                                      | 191                                                      |
| 1866 | 1866                                                     |                                                          | 205                                                      | 205                                                      |
| 1872 | 1872                                                     |                                                          | 216                                                      | 216                                                      |
| 1876 | 1876                                                     |                                                          | 203                                                      | 203                                                      |
| 1881 | 1881                                                     |                                                          | 216                                                      | 216                                                      |
| 1886 | 1886                                                     |                                                          | 201                                                      | 201                                                      |
| 1891 | 1891                                                     |                                                          | 202                                                      | 202                                                      |
| 1896 | 1896                                                     |                                                          | 204                                                      | 204                                                      |
| 1901 | 1901                                                     |                                                          | 202                                                      | 202                                                      |
| 1906 | 1906                                                     |                                                          | 200                                                      | 200                                                      |
| 1911 | 1911                                                     |                                                          | 202                                                      | 202                                                      |
| 1921 | 1921                                                     |                                                          | 188                                                      | 188                                                      |
| 1926 | 1926                                                     |                                                          | 191                                                      | 191                                                      |
| 1931 | 1931                                                     |                                                          | 162                                                      | 162                                                      |
| 1936 | 1936                                                     |                                                          | 182                                                      | 182                                                      |
| 1946 | 1946                                                     |                                                          | 152                                                      | 152                                                      |
| 1954 | 1954                                                     |                                                          | 136                                                      | 136                                                      |
| 1962 | 1962                                                     |                                                          | 140                                                      | 140                                                      |
| 1968 | 1968                                                     |                                                          | 116                                                      | 116                                                      |
| 1975 | 1975                                                     |                                                          | 95                                                       | 95                                                       |
| 1982 | 1982                                                     |                                                          | 97                                                       | 97                                                       |
| 1990 | 1990                                                     |                                                          | 107                                                      | 107                                                      |
| 1999 | 1999                                                     |                                                          | 96                                                       | 96                                                       |
| 2006 | 2006                                                     |                                                          | 95                                                       | 95                                                       |
| 2009 | 2009                                                     |                                                          | 104                                                      | 104                                                      |
| 2014 | 2014                                                     |                                                          | 106                                                      | 106                                                      |
| 2020 | 2020                                                     |                                                          | 105                                                      | 105                                                      |
| Quelle(n): EHESS/Cassini bis 2006, ab 2009 INSEE Anmerkung(en): • Ab 1962 offizielle Zahlen ohne Einwohner mit Zweitwohnsitz • Höchste Einwohnerzahl 1851 mit 225, tiefste Einwohnerzahl 1975 und 2006 mit 95 (42,2 % vom Maximum) |                                                          |                                                          |                                                          |                                                          |

| Bevölkerungsstruktur | Anzahl Einwohner | männlich | weiblich | davon Ausländer | Anteil % |
| -------------------- | ---------------- | -------- | -------- | --------------- | -------- |
|                      | 117              | 54       | 63       | 7               | 6,0      |

| Männer | Alterstufe | Frauen |
| ------ | ---------- | ------ |
| 0      | 90 + älter | 0      |
| 5      | 75–89      | 5      |
| 10     | 60–74      | 10     |
| 11     | 45–59      | 11     |
| 9      | 30–44      | 10     |
| 7      | 15–29      | 9      |
| 12     | 0–14       | 18     |

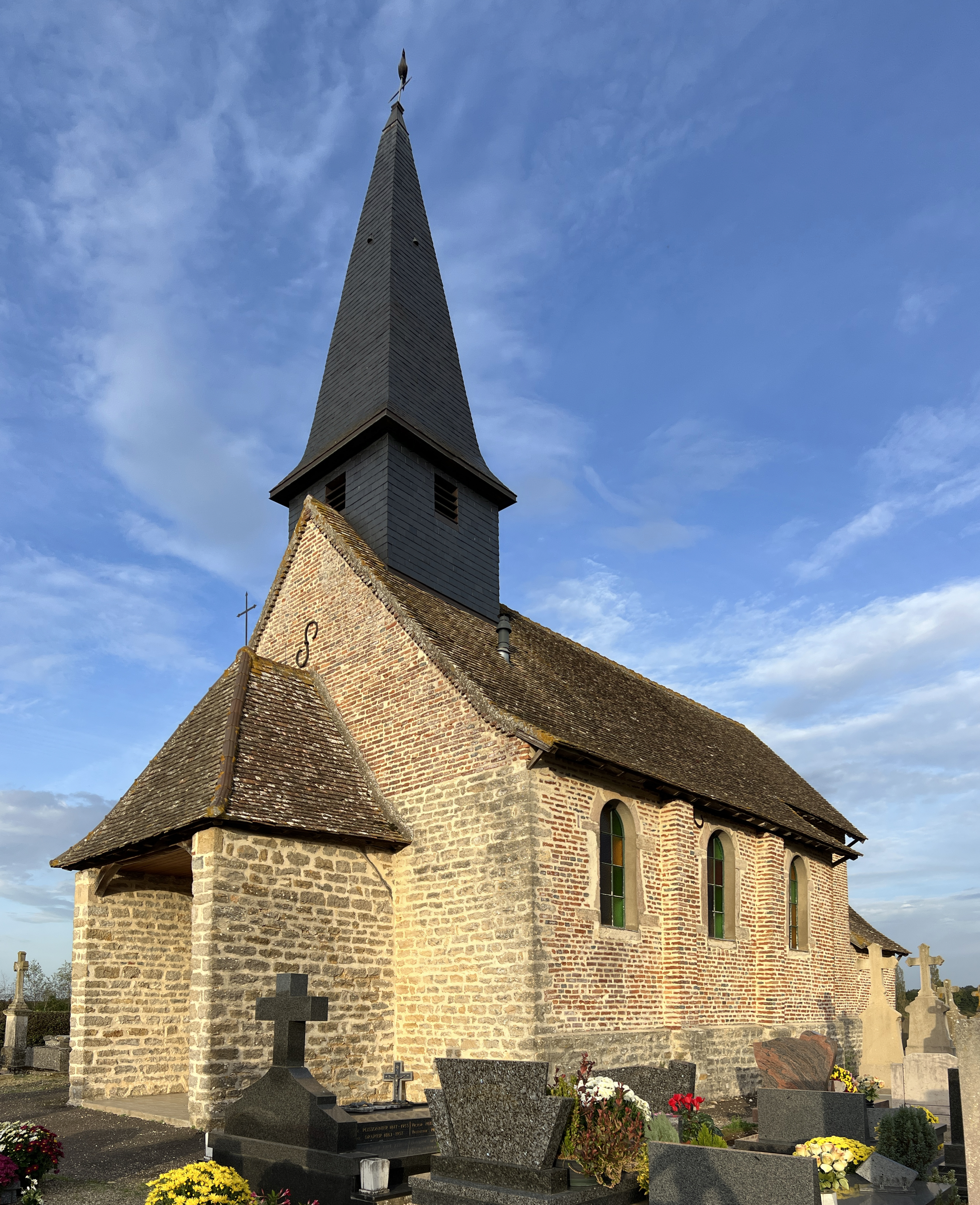
Kirche Saint-André von Saint-André-en-Bresse

Die Bevölkerungsstruktur zwischen Männern und Frauen weist einen Überhang zugunsten der Frauen auf, sie machen 54 % der Bevölkerung aus. Dabei sind 56 % der Bevölkerung jünger als 45 Jahre. Die Gruppe der unter 15-Jährigen macht 25,6 % der Bevölkerung aus. Demgegenüber sind 26 % der Einwohner älter als 60 Jahre und damit im Rentenalter. Diese Struktur dürfte auf die Tatsache zurückzuführen sein, dass seit 1999 dank einer regen Bautätigkeit die Wohneinheiten um 15 % zugenommen haben. Dadurch dürfte ein verstärkter Zuzug von jungen Familien mit Kindern erfolgt sein. Diese Feststellung ist allerdings mit Vorbehalt zu genießen, da die geringe Einwohnerzahl keine eindeutigen Schlüsse zulässt.
| Wohnstruktur               | Anzahl Wohneinheiten | davon Häuser | Wohnungen | sonstige |
| -------------------------- | -------------------- | ------------ | --------- | -------- |
|                            | 61                   | 61           |           |          |
| davon Hauptwohnsitz        | 45                   |              |           |          |
| Zweit- oder Ferienwohnsitz | 14                   |              |           |          |
| vakant                     | 2                    |              |           |          |

## Wirtschaft und Infrastruktur

### Unternehmen, Betriebe, Ladengeschäfte und Einrichtungen
In der Gemeinde gibt es nebst Kirche und Mairie (Gemeindehaus) folgende Unternehmen nach Branchen:
| Branche                                                           | Anzahl Betriebe |
| ----------------------------------------------------------------- | --------------- |
| Industrie und verarbeitendes Gewerbe                              |                 |
| Baugewerbe                                                        |                 |
| Groß- und Einzelhandel, Verkehr, Beherbergung und Gastronomie     | 1               |
| Information und Kommunikation                                     |                 |
| Finanz- und Versicherungsdienstleistungen                         |                 |
| Grundstücks- und Wohnungswesen                                    | 1               |
| Freiberufliche, wissenschaftliche und technische Dienstleistungen |                 |
| Öffentliche Verwaltung, Unterricht, Gesundheits- und Sozialwesen  |                 |
| Sonstige Dienstleistungen                                         |                 |
| Land- und Forstwirtschaftsbetriebe                                | 2               |

In der Gemeinde befinden sich eine Autogarage, eine Immobilienagentur und eine Gîte. Mit den Gütern des täglichen Bedarfs versorgen sich die Einwohner in Montret oder in Louhans.

### Geschützte Produkte in der Gemeinde
Als AOC-Produkte sind in Saint-André-en-Bresse Volaille de Bresse und Dinde de Bresse, ferner Crème et beurre de Bresse zugelassen.

### Bildungseinrichtungen
Saint-André-en-Bresse verfügt über keine eigenen schulischen Einrichtungen. Die Schulpflichtigen werden in Schulen der umliegenden Gemeinden ausgebildet.